# Pierre Dumont

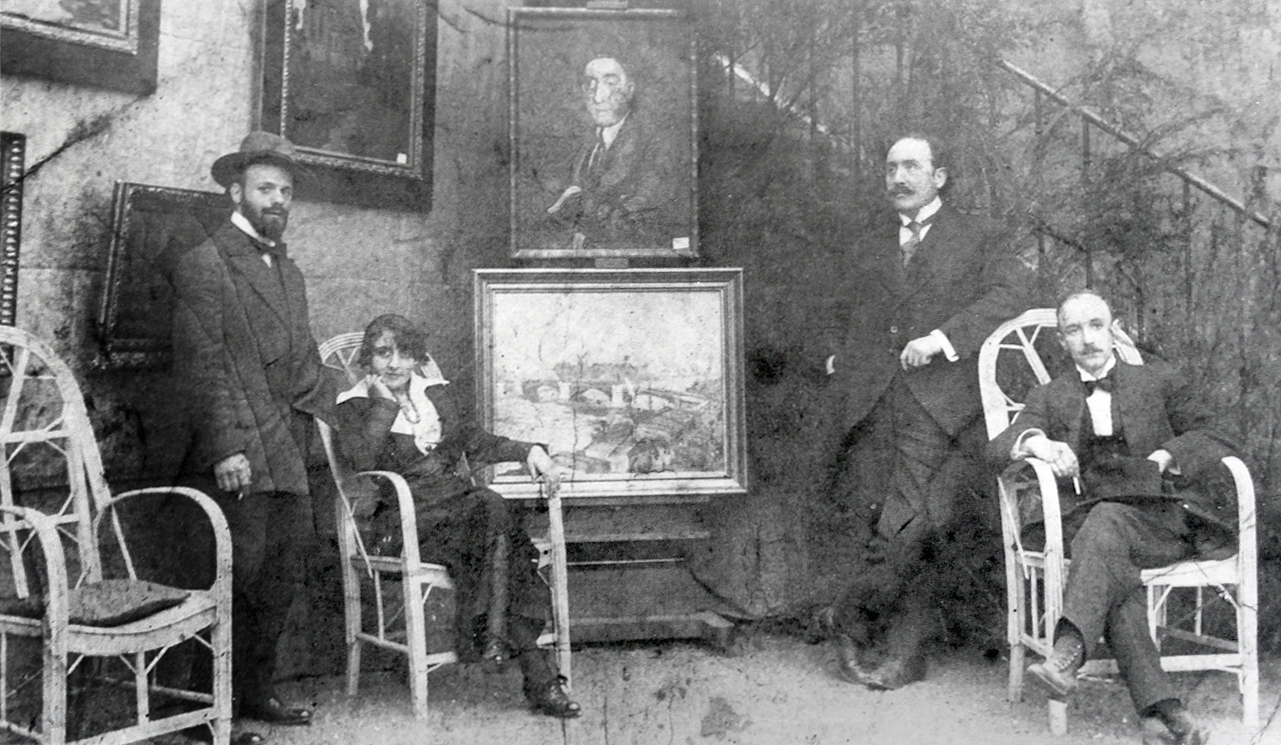
Från vänster till höger: Robert Antoine Pinchon, Mrs. Dumont, La Broue och Pierre Dumont på en utställning innan det första världskriget utbröt.

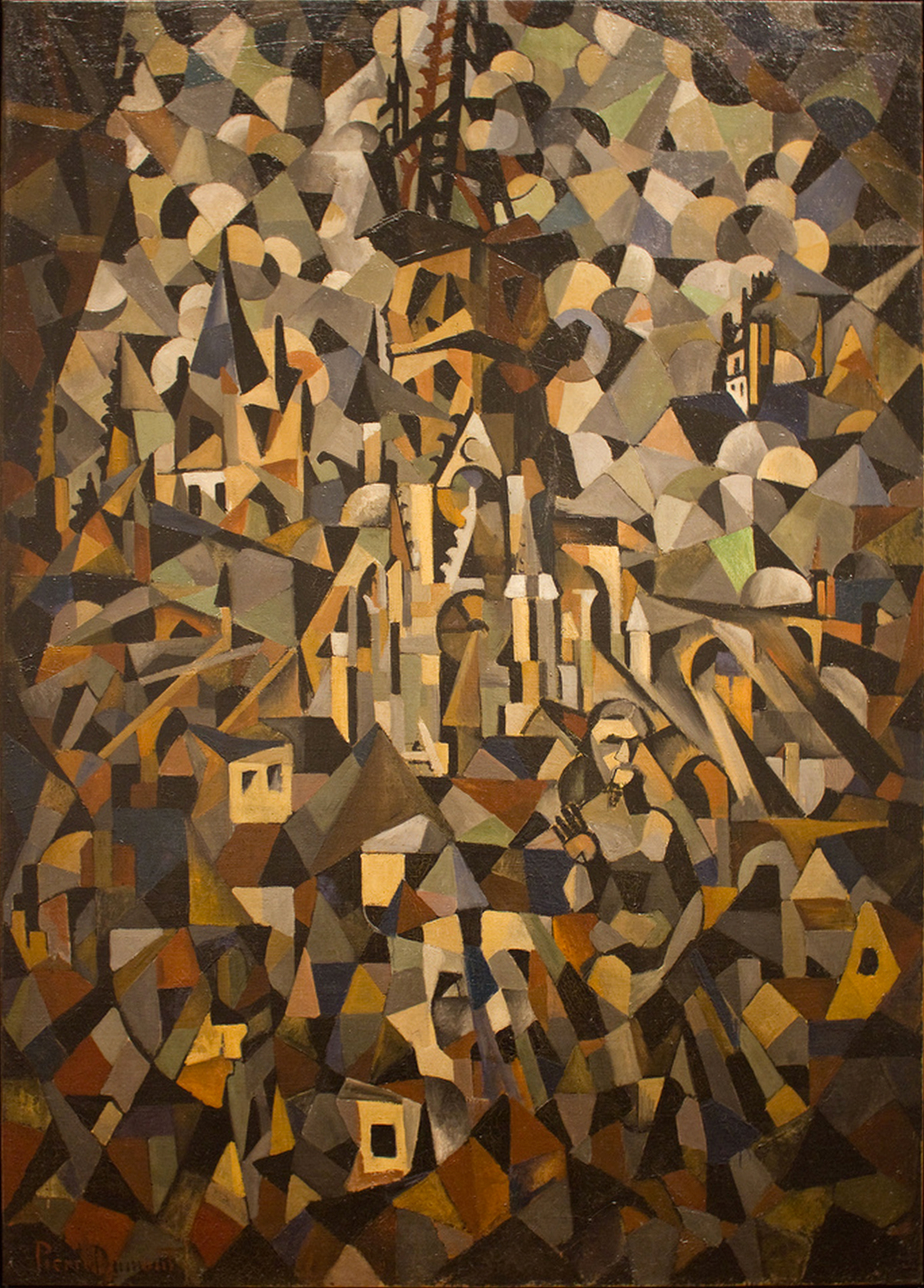
Pierre Dumont, c.1912, Cathédrale de Rouen (Rouen-katedralen), 192.4 x 138.7 cm, Milwaukee Art Museum.

Pierre Jean Baptiste Louis Dumont, född 29 mars 1884 i femte arrondissementet i Paris, död 8 april 1936 i Paris, var en fransk konstnär. Han studerade vid Lycée Pierre-Corneille i Rouen, men lärde sig även senare målning med Joseph Delattre. Dumont grundade Groupe des XXX (1907). Han grundade även Société Normande de Peinture Moderne (1909) tillsammans med Yvonne Barbier, Eugène Tirvert och sin tidigare klasskamrat Robert Antoine Pinchon. Från 1910 till 1916 bodde Dumont i Le Bateau-Lavoir där han blev vän med Juan Gris, Max Jacob and Guillaume Apollinaire. Runt denna tid började Dumont måla mer kubistiskt och han spelade en viktig roll i organiserandet av Salon de la Section d'Or vid Galerie La Boétie i Paris, Oktober 1912.